# Tidili Mesfioua (kommun)
Tidili Mesfioua (franska: Tidili Mesfioua (CR), Tidili Mesfioua (Commune Rurale), arabiska: تزارت) är en kommun i Marocko.   Den ligger i provinsen Al Haouz och regionen Marrakech-Safi, i den centrala delen av landet, 290 km söder om huvudstaden Rabat. Antalet invånare är 21 094.